# Ghelința
Ghelința (in ungherese Gelence) è un comune della Romania di 4857 abitanti, ubicata nel distretto di Covasna, nella regione storica della Transilvania.
Il comune è formato dall'unione di 2 villaggi: Ghelința e Harale.

## La chiesa cattolica romana
Il monumento più interessante del comune è la Chiesa cattolica romana, esempio tipico di piccola chiesa locale transilvana del XIV secolo. La struttura è a navata unica, con coro gotico e un'abside poligonale con volta con nervature. La navata presenta numerosi affreschi di epoca gotica e una volta a cassettoni del 1628 decorata con motivi araldici e floreali.
La chiesa è stata interamente ristrutturata nel 1972.

## Immagini della chiesa

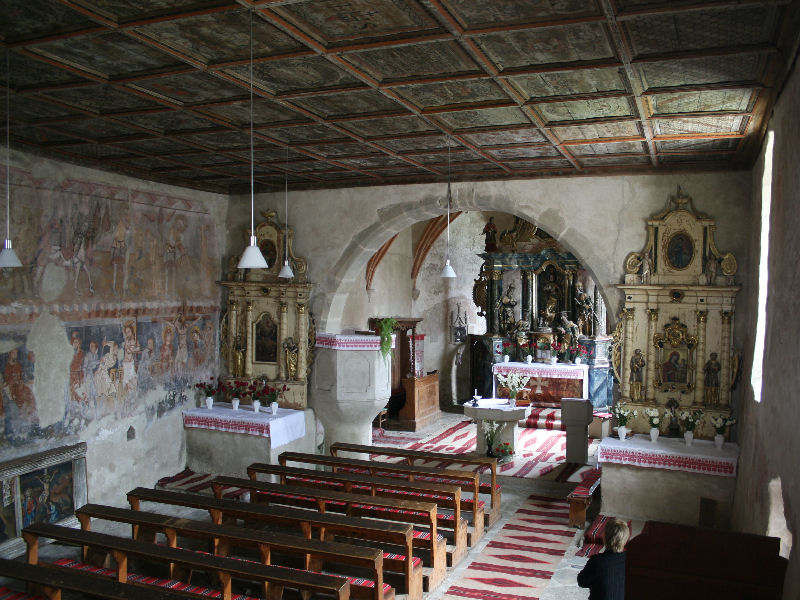
Veduta d'insieme dell'interno
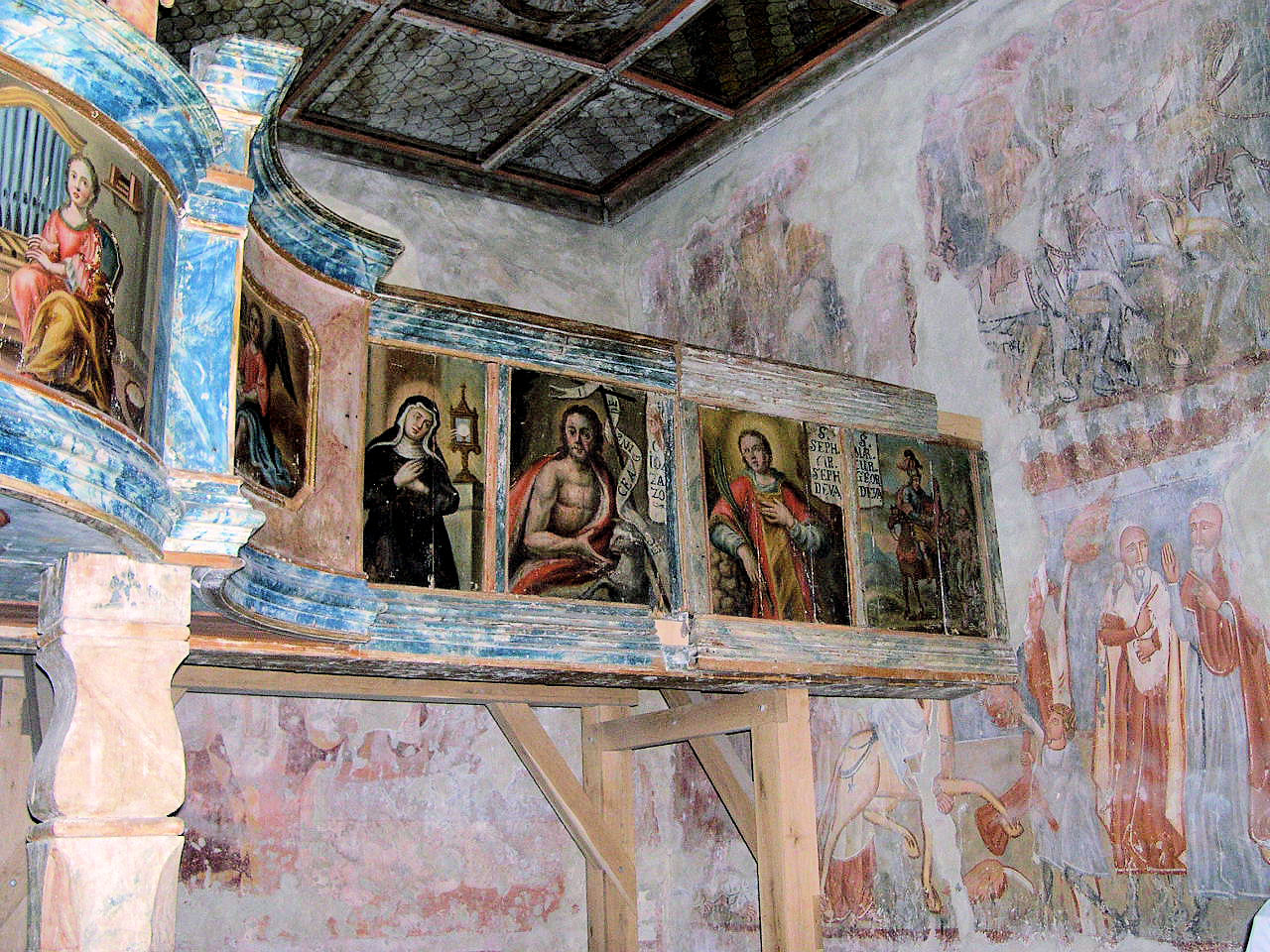
La balconata dell'organo
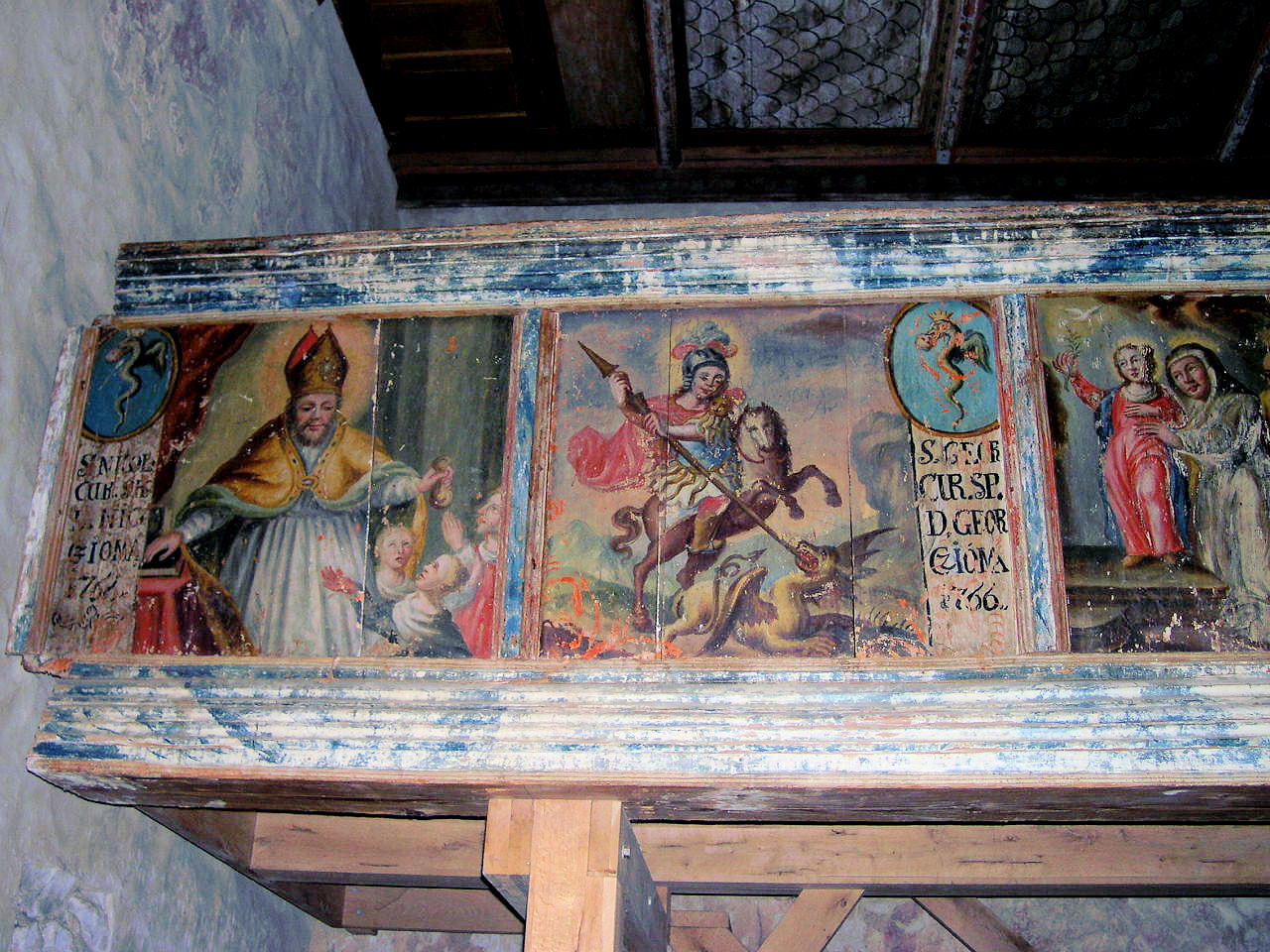
Particolare degli affreschi
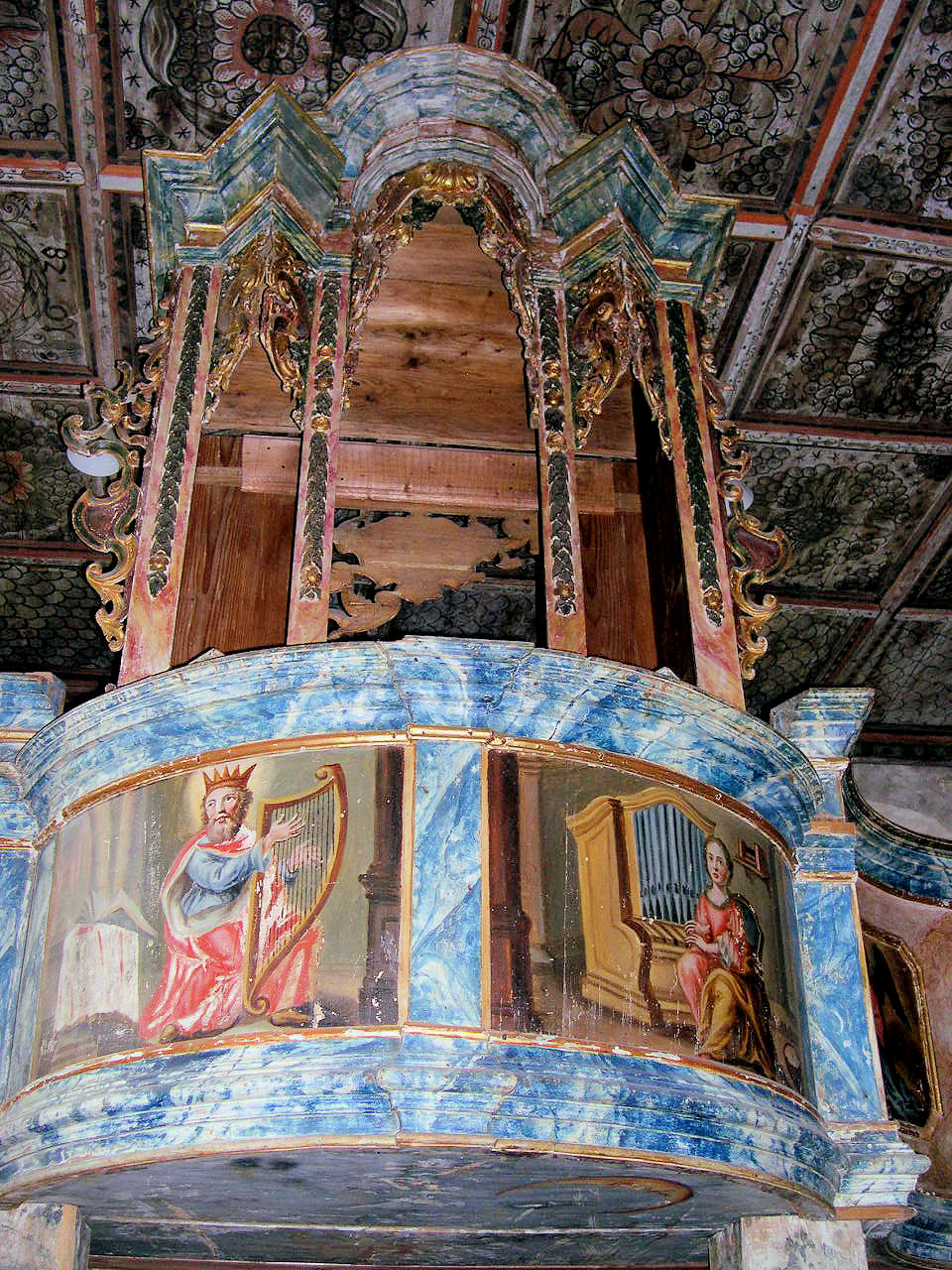
Il pulpito
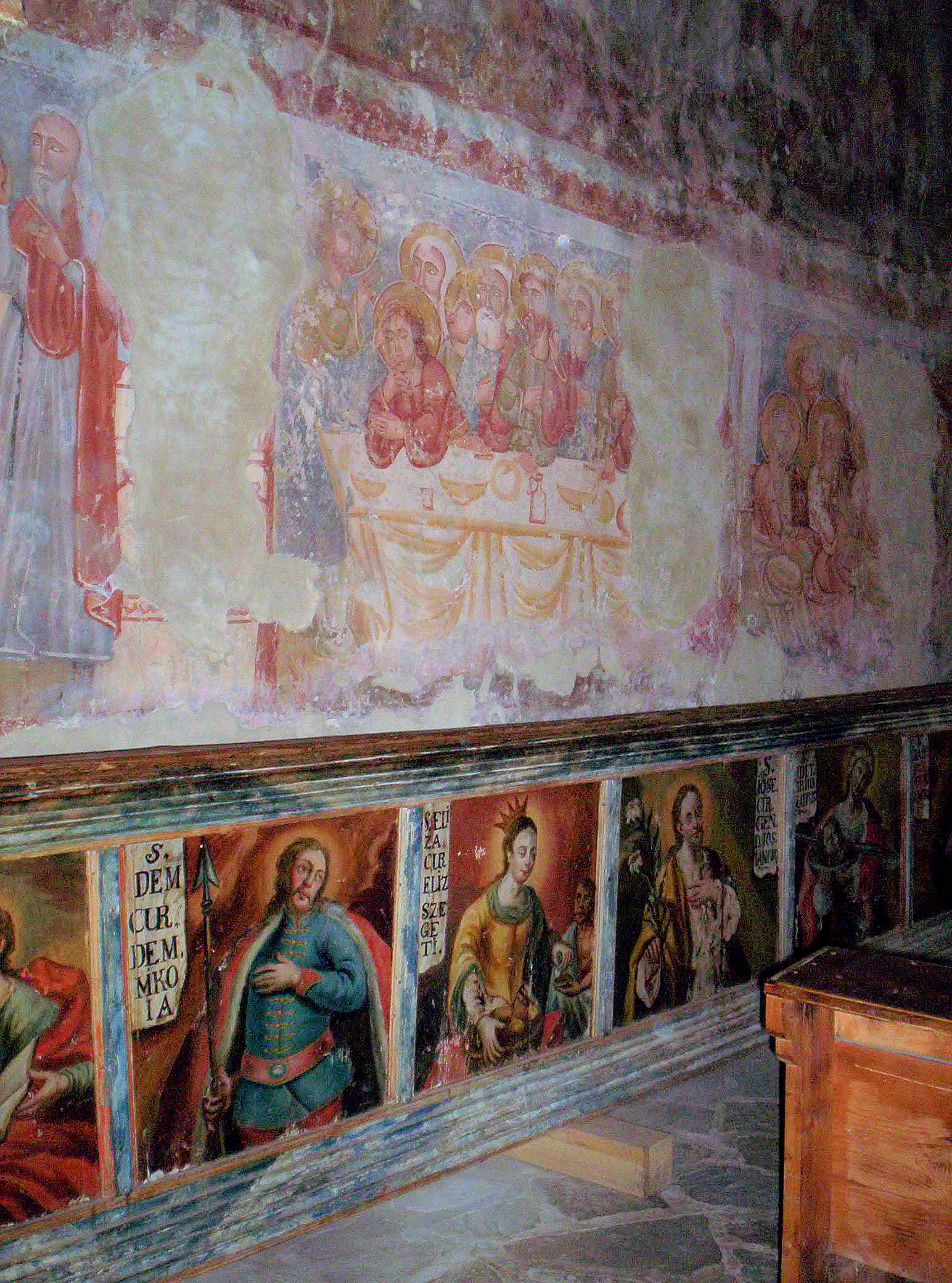
Affreschi sulla parete della navata
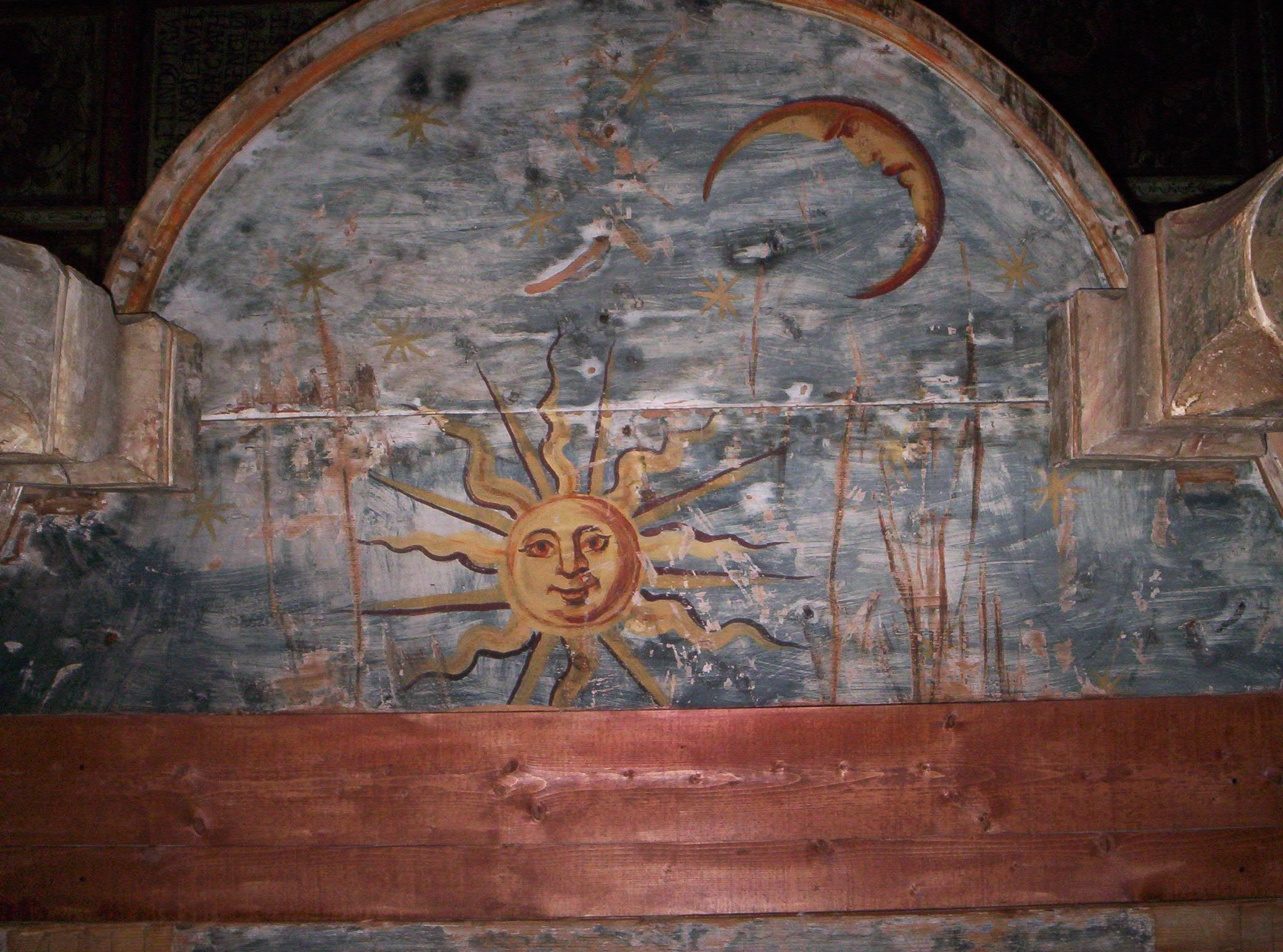
Particolare del coro
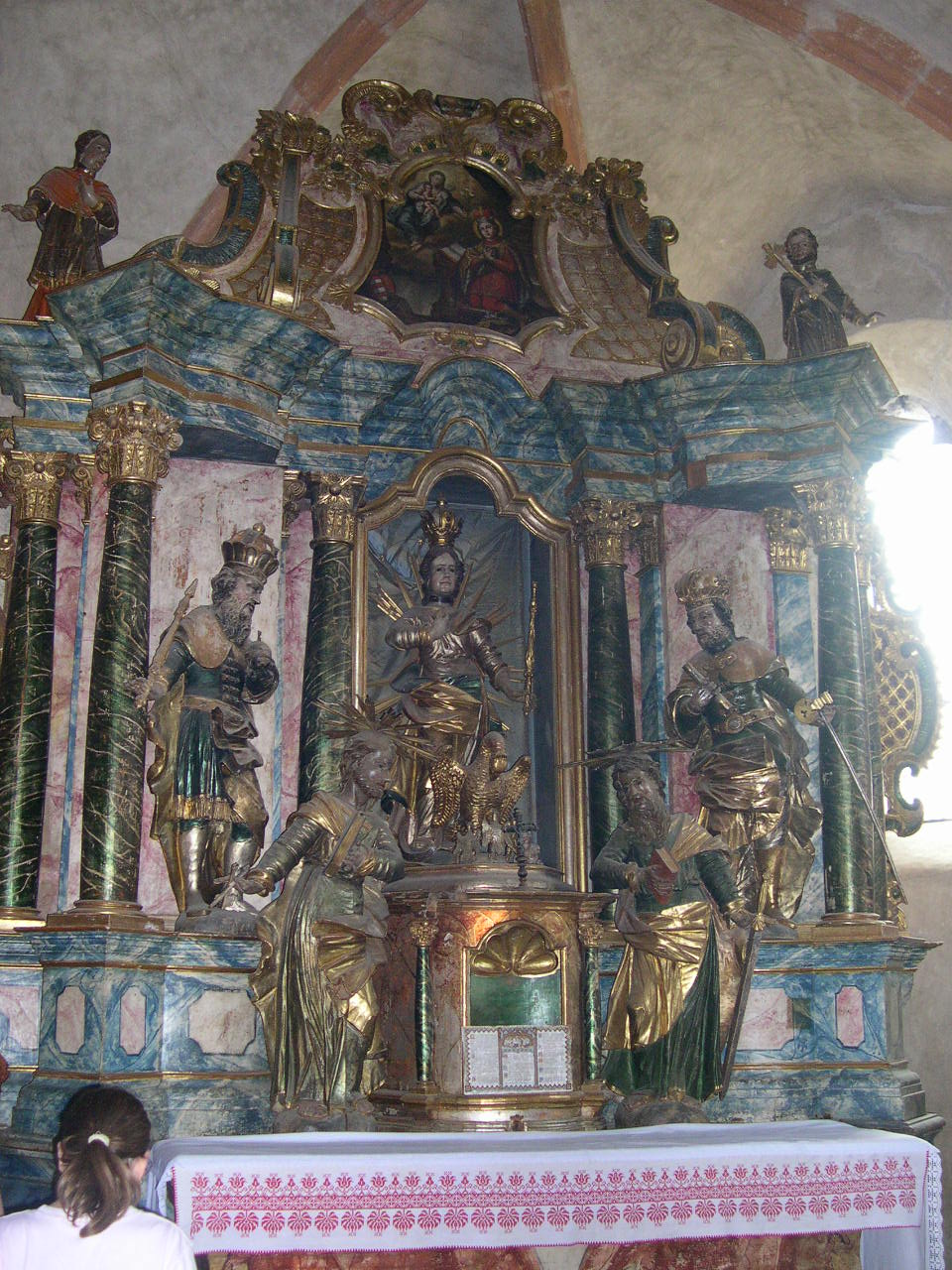
L'altare
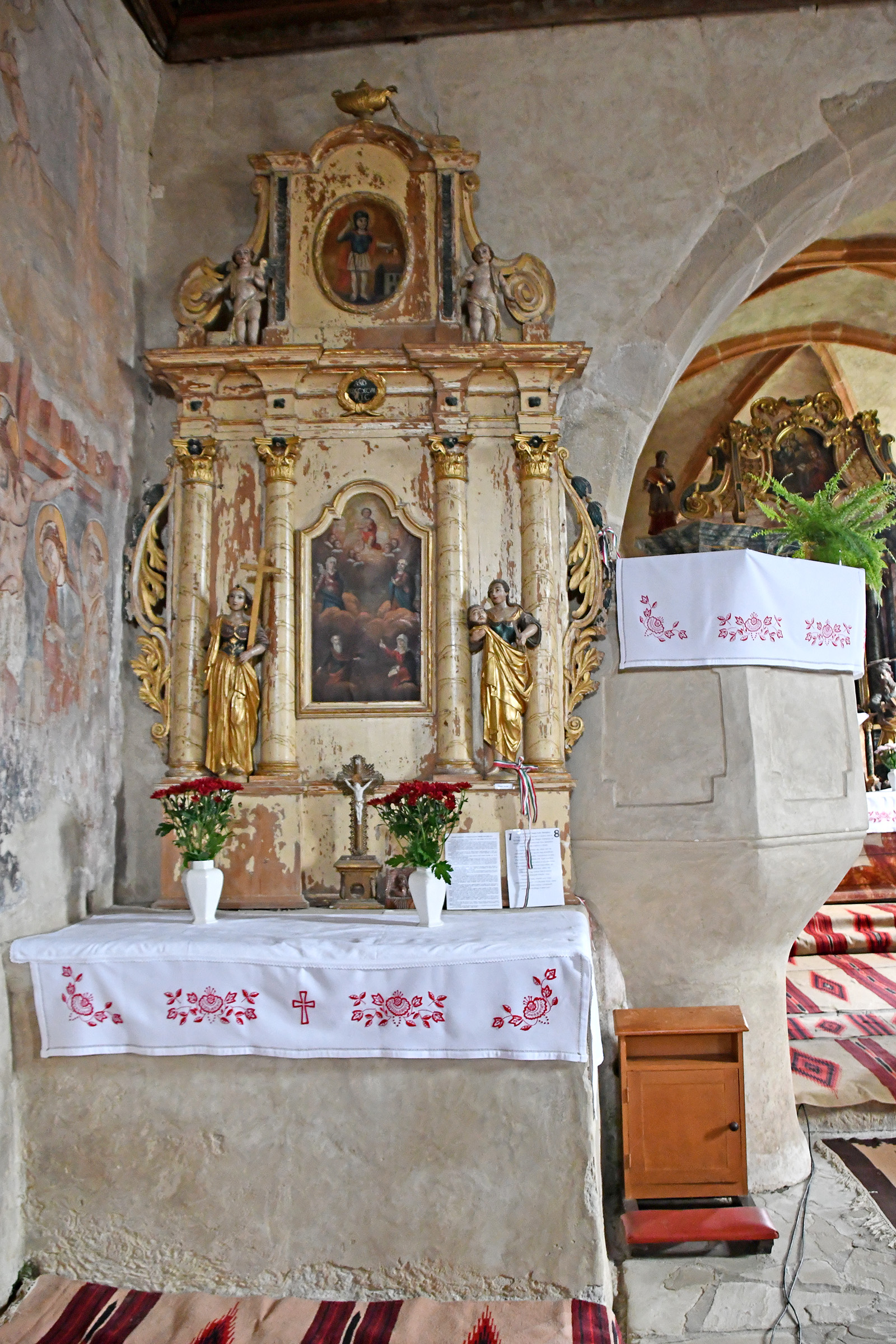
Altare laterale
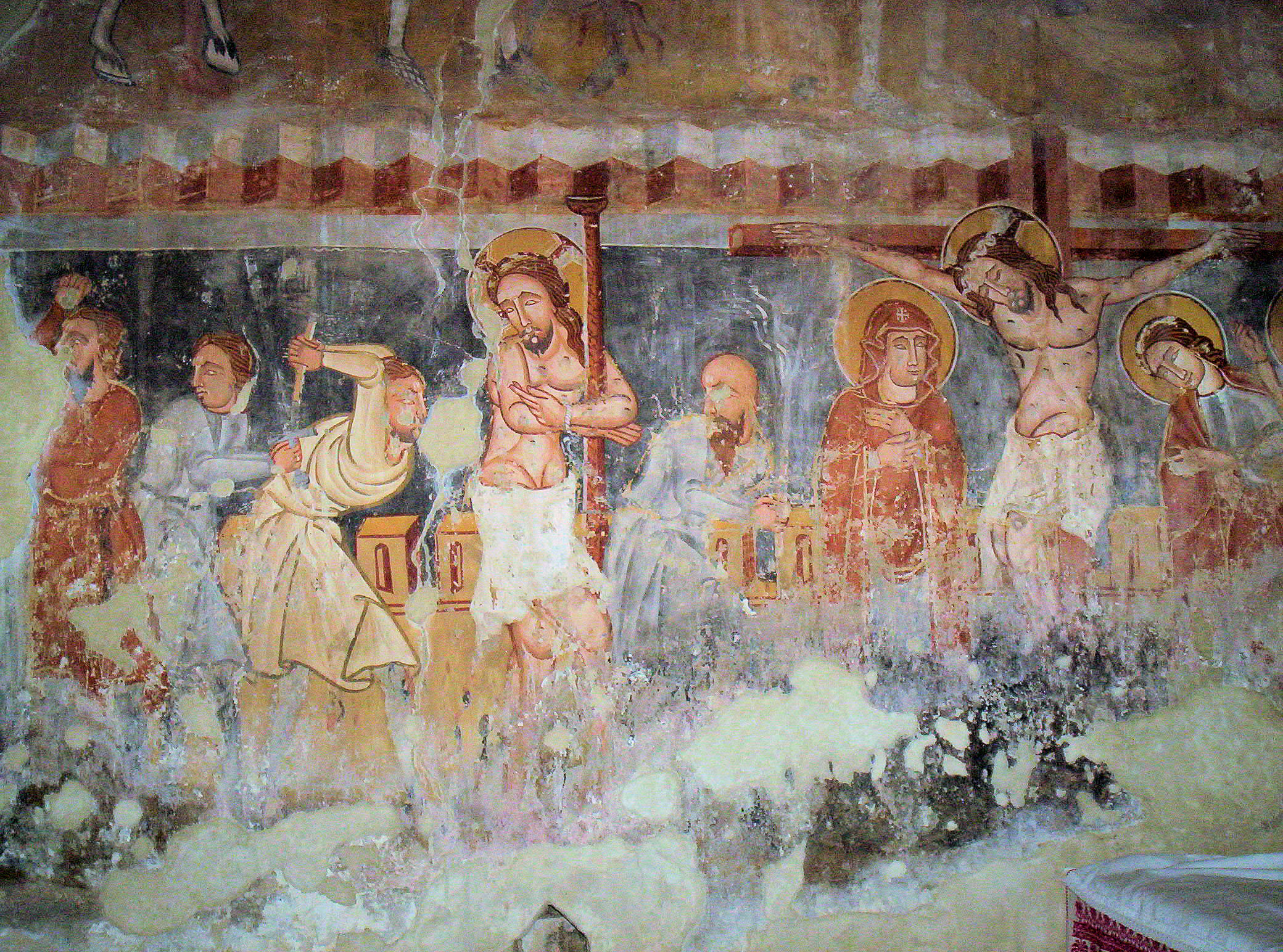
Crocifissione
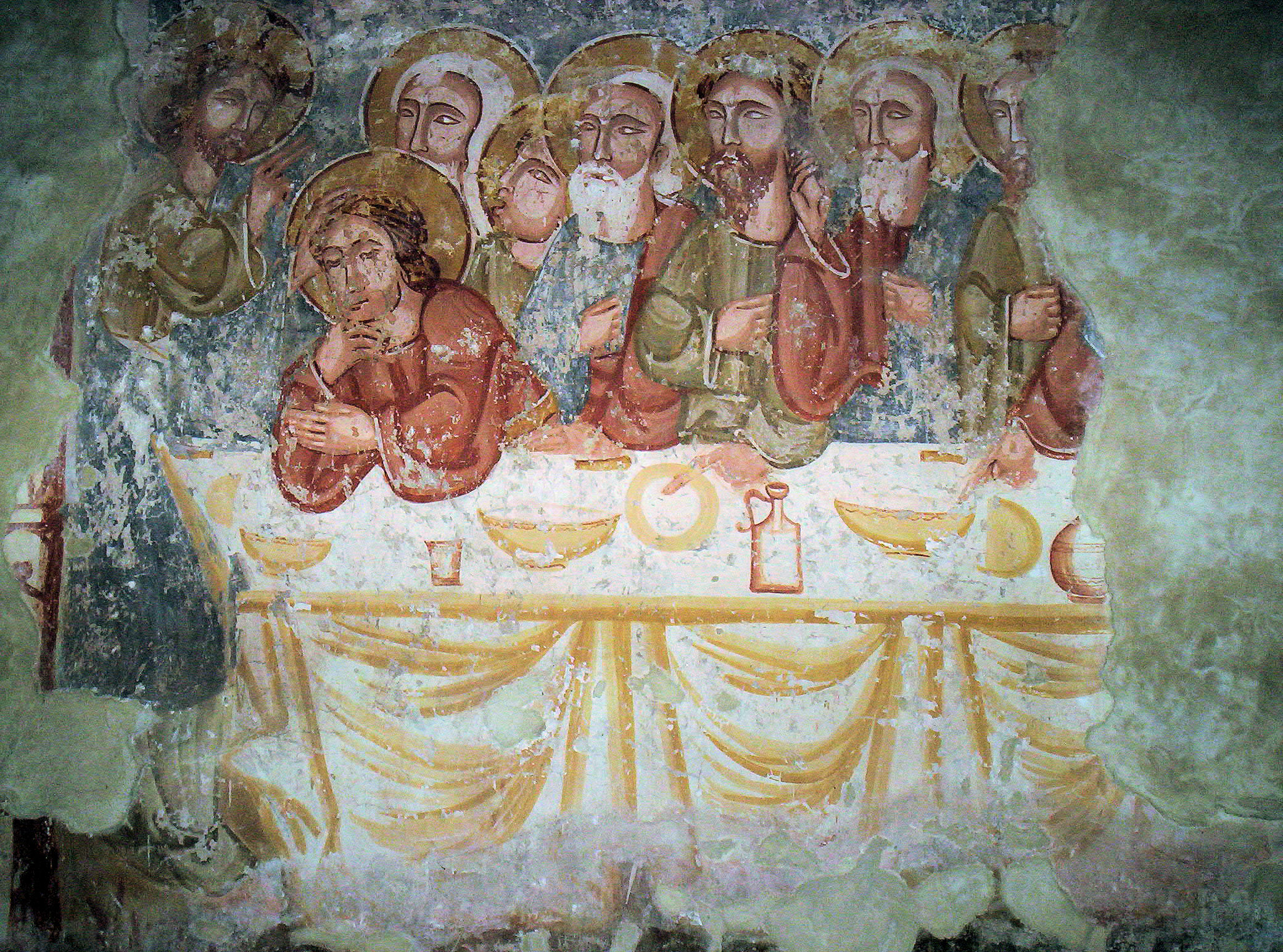
Ultima Cena
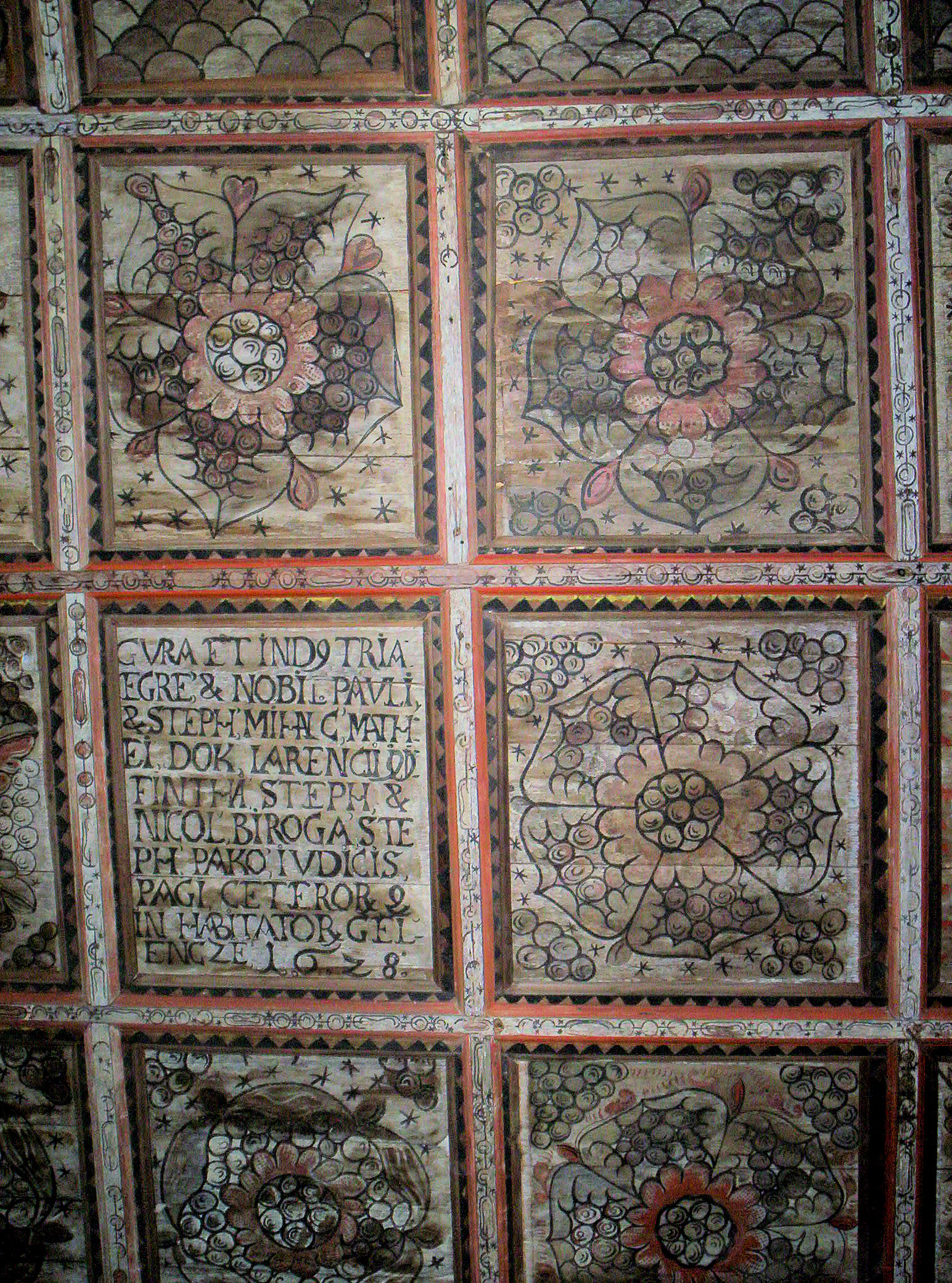
La volta della navata